# Вакс, Юрий Яковлевич
Юрий Яковлевич Вакс (укр. Юрій Якович Вакс; род. 30 мая 1976, Симферополь) — украинский и российский футбольный судья. Арбитр первой категории, с 2009 по 2017 годы обслуживал игры Премьер-лиги.

## Карьера
С 1996 года судил соревнования региональной лиги, с 1999 года — любительского чемпионата Украины. Арбитр второй лиги с 2002 года, первой лиги с 2004 года. С 2007 года судит матчи в Премьер-лиге Украины.
Представляет город Симферополь. Входит в состав комитета арбитров Республиканской федерации футбола Крыма. В августе 2017 года прекратил сотрудничество с ФФУ и вернувшись в Крым, стал работать судьей на матчах Премьер-лиги КФС и любительского чемпионата Крыма. В июле 2019 г возглавил Судейско-Инспекторский комитет КФС.

### «Динамо» — «Металлург» (Запорожье) (2008)
8 марта 2008 года в игре 20-го тура высшей лиги «Динамо» (Киев) — «Металлург» (Запорожье) (2:1) судья без причины показал вторую жёлтую карточку защитнику «Металлурга» Владимиру Полевому, удалив того с поля. Затем арбитр признался, что не видел начала эпизода, когда сошлись киевлянин Гусев и запорожец Полевой, потому что смотрел в штрафную, где скопилось большинство игроков. Боковой судья также не видел момента, так как осмотр ему закрыл Гусев. В итоге Вакс увидел, как Полевой вроде бы толкнул Гусева и показал защитнику «Металлурга» вторую жёлтую карточку, которая означала удаление с поля.
После игры Бюро ПФЛ, согласно заключению Комитета арбитров ФФУ, отменило вторую жёлтую карточку Полевого, а Юрий Вакс до конца сезона 2007/08 был переведен в первую лигу.

### Суперкубок Украины 2011
5 июля 2011 года в качестве главного арбитра вместе с ассистентами на линиях — Владимиром Володиным (Херсон) и Сергеем Беккером (Харьков), четвёртым рефери — Виктором Швецовым (Одесса) и инспектором ФФУ — Игорем Хиблиным (Хмельницкий) — отсудил матч за Суперкубок Украины между донецким «Шахтёром» и киевским «Динамо». В матче Юрий Вакс показал 10 желтых карточек, а также на 5 минуте матча назначил пенальти в ворота «Шахтёра» за фол против Андрея Ярмоленко.

### «Шахтёр» — «Динамо» (2012)
7 апреля 2012 года в качестве главного арбитра вместе с ассистентами на линиях — Владимиром Володиным (Херсон) и Сергеем Беккером (Харьков), четвёртым рефери — Юрием Мосейчуком (Черновцы) и инспектором ФФУ Петром Кобычиком отсудил матч чемпионата Украины сезона 2011/12 между донецким «Шахтёром» и киевским «Динамо». На 41-й минуте матча Юрий Вакс предъявил игроку «Динамо» Денису Гармашу вторую жёлтую и, соответственно, красную карточку за выход футболиста на поле без разрешения, несмотря на то, что Гармаш поле даже не покидал. Поэтому, в технической зоне возникла стычка между игроками и тренерами обеих команд, при которой главный тренер «Динамо» Юрий Семин оскорбил персонал «Шахтёра», за что и был удален арбитром матча. В итоге киевляне проиграли со счетом 0:2.
На следующий день после матча стало известно, что арбитр в протоколе изменил причину удаления, заменив её на «неспортивное поведение», но сам Вакс отказался комментировать матч, а Семин заявил, что «Динамо», скорее всего, подаст официальный протест на результат матча.

### «Александрия» — «Черноморец» (2016)
11 декабря 2016 года Вакс отсудил матч 18-го тура чемпионата в Александрии между одноименным клубом и одесским «Черноморцем». Матч закончился победой хозяев 2:1, но по ходу встречи арбитр показал 16 желтых (9 игрокам хозяев и 7 игрокам гостей) и две красные карточки (по одной на клуб). А в послематчевом интервью игроки «Черноморца» утверждали то, что Вакс выражался нецензурными выражениями:

…если судья разговаривает с футболистам матом? Арбитр оскорбляет футболистов, это ненормально… Одному (пр. Филимонову) говорит «гнида», второму «ты охуел?»
— Евгений Боровик

### В Российской федерации
С 2017 по 2021 год обслуживал матчи Крымского футбольного союза. В 2017-2024 был инспектором на матчах Открытого Чемпионата Республики Крым среди мужских любительских команд.

## Личная жизнь
Женат. Хобби: музыка, литература, кино.